# Secchiskiva

Två olika secchiskivor för att bestämma siktdjup.

Secchiskiva, eller siktskiva, är en slags skiva som används för att mäta siktdjupet i en sjö eller i havet. Principen är att man sänker ner skivan i vattnet tills man inte kan se den längre. Då läser man av hur långt ner skivan har sänkts. Siktdjupet påverkas av vattnets färg och grumlighet men också av ljusförhållandena. 
Secchiskivan har fått sitt namn efter Angelo Secchi som uppfann den år 1865. 
Den ursprungliga Secchiskivan var vit men den modifierades av George C. Whipple till en skiva med alternerande svarta och vita kvadranter. Den svartvita skivan används för mätningar i insjöar medan den vita används i havet.